# Dong (patronyme)
Pour les articles homonymes, voir Dong.
Cette page présente le nom de famille Dong ainsi que ses variantes.
Dong est un nom de famille. Il est très courant en Chine et peu répandu en France. Il ne doit pas être confondu avec le prénom Dong.

## Étymologie
Dong est une translittération de noms de familles chinois 董, 東 (en Mandarin pinyin), ou une variante cantonaise du nom Dang 黨, 滕, ou encore une version occidentalisée du nom de famille vietnamien Đồng ou Đổng. 

## Histoire
Dong est un nom de famille ancien. On peut lire dans le livre de Fu Wang, Ivan P. Kamenarović , Propos d'un ermite (Qianfu Lun) : Ayant ainsi appris à devenir familier des dragons, il entra au service de l'Empereur Shun, qui le récompensa en lui accordant le nom de famille de Dong (celui qui comprend)...